# Kamenar (obwód Razgrad)
Kamenar (bułg. Каменар) – wieś w Bułgarii, w obwodzie Razgrad, w gminie Łoznica. W 2023 roku liczyła 565 mieszkańców.